# La Neuville-Roy
La Neuville-Roy é uma comuna francesa na região administrativa de Altos da França, no departamento de Oise. Estende-se por uma área de 12,49 km². Em 2010 a comuna tinha 969 habitantes (densidade: 77,6 hab./km²).